# バリ・ユナイテッドFC
バリ・ユナイテッド・フットボールクラブ（インドネシア語: Bali United Football Club）は、インドネシア・バリ島のギャニャールに本拠を置くプロサッカークラブ。リーガ・インドネシアの最上位カテゴリであるリーガ1に所属している。ボルネオ島・サマリンダに本拠地を置いていたプトラ・サマリンダFC（1989年設立）が2015年に本拠地を移転の上、名称変更したクラブである。

## 概要
本拠地はギャニャール県ブラバトゥにあるカプテン・イ・ワヤン・ディプタ・スタジアム（23,081人収容）。2015年からリーガ1に所属し、2017年にリーグ2位、2019年シーズンに初めてリーガ1を制し、2008年に前身のインドネシア・スーパーリーグ (ISL) が創設されて以来7クラブ目となるリーグチャンピオンとなった。
バリ・ユナイテッドは、インドネシア並びに東南アジアで最初のプロサッカークラブであり、広州恒大に次いでアジアで2番目となる株式上場を果たしたサッカークラブ（2019年6月17日にインドネシア証券取引所に上場）である 。クラブの運営会社であるPTバリ・ビンタン・セジャテラTbk (PT. Bali Bintang Sejahtera Tbk, BOLA) の株式は、新規株式公開 (IPO) 時に20億株が市場に流通されることになっており、その販売価格は120ルピアから180ルピアの間が予定されていた が、6月10日のIPOにより実際には175ルピアの値がついた。

## 歴史
クラブは、プトラ・サマリンダFCの代表であった Harbiansyah Hanafiah がクラブの移転を決定した2014年シーズン終了後に設立された。新たな本拠地にギャニャールが選ばれたのは、当時インドネシアのトップカテゴリとして両立状態にあったインドネシア・スーパーリーグ (ISL) とインドネシア・プレミアリーグ (IPL) のいずれにもバリ州を本拠地とするチームがいなかったためである。インドネシアのタイヤメーカーであるムルティストラーダ・アラ・サラナのブランド・コルサ (Corsa) と共同で、エンブレムとチームカラーを変更の上、チーム名をバリ・ユナイテッドに改名することを発表した。
監督として、インドネシアU-19代表のヘッドコーチだったインドラ・シャフリを招聘し、若手中心のチーム作りを行う。シャフリは自らが育てたU-19代表チームの選手を引き入れ、トップカテゴリであるISLでプレーする機会を与えた。バリ・ユナイテッドとしての最初の試合は2015年4月4日のISL公式戦で、ペルセル・セルイ1対2で敗戦、レルビー・エリアンドリーがチーム初ゴールを挙げた。しかし、インドネシア青年スポーツ大臣のイマム・ナフラウィがインドネシアサッカー協会 (PSSI) に対して活動を凍結する大臣令を発し、PSSIがリーグを中止したため、デビューシーズンを終えることができなかった。翌年は非公式リーグであるインドネシア・サッカーチャンピオンシップに参戦、12位となった。
国際サッカー連盟 (FIFA) によるPSSIの資格停止処分（当該節参照）が解け、リーガ1として再スタートした2016年シーズンはリーグ序盤で苦戦を強いられ、間の出場停止後の最初のリーガ1シーズン、バリユナイテッドは最初の2試合で苦戦し、ハンズ・ペーター・シャーラー監督の解任につながった。後任監督に指名されたウィドド・カヒオノ・プトロは、チームを優勝争いに導いたものの、最多勝ち点68で並んだバヤンガラFCとは直接対戦の結果（バヤンガラFCの2勝）で後塵を拝することになり、惜しくも優勝を逃してしまう。しかし、バヤンガラFCがAFCライセンスを取得出来なかったため、繰り上げでAFCチャンピオンズリーグ2018 (ACL) の予選出場権を獲得した。
2018年1月16日にACL予選1回戦でタンピネス・ローバースに3-1で勝利したが 、2回戦でチェンライ・ユナイテッドに延長の末1-2で敗れ、グループステージに進出することは出来なかった。ACL予選敗退に伴い、AFCカップ2018グループステージの出場権を獲得したが、グループGの最下位に終わり敗退した。このパフォーマンスの悪さはリーグでも続き、リーグ戦のプルシジャ・ジャカルタ戦の前日にウィドド監督が突如解任され、サポーターが経営陣に抗議する事態となった。最終的にリーグ11位でシーズンを終えた。
2019年シーズン、ウィドドの後任にはプルシジャ・ジャカルタを率いていた「テコ」ことステファノ・クグラを招聘。テコは就任最初のシーズンで、クラブを初のリーガ1タイトルに導いた。

## スタジアム

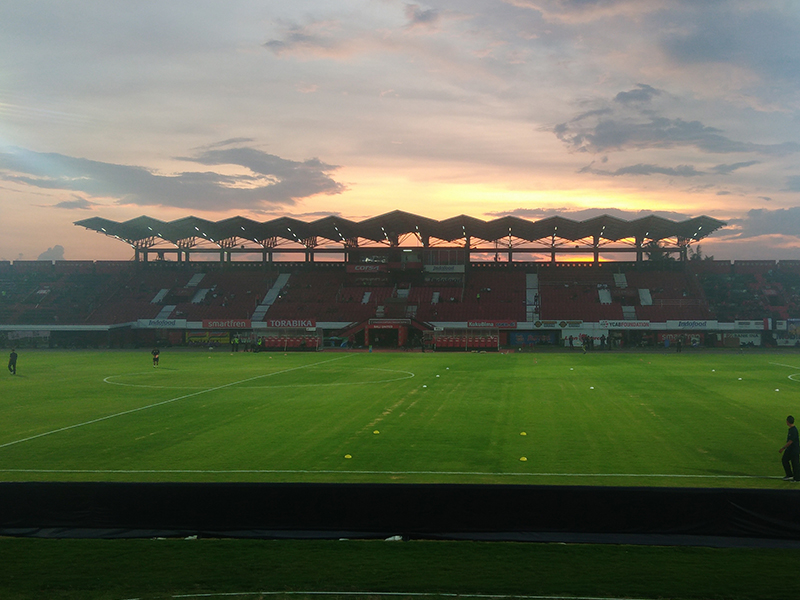
カプテン・イ・ワヤン・ディプタ・スタジアム

クラブが現組織になって以降、ギャニャールのカプテン・イ・ワヤン・ディプタ・スタジアムを本拠地として使用し、ギャニャール県政府との間で20年間の賃借契約を結んでいる。クラブはギャニャールへの移転前に、ISLの基準を満たすために50億ルピア以上の巨費を投じてスタジアムを改修した。具体的には、照明設備の追加、更衣室のアップグレード、スタジアムの一部の再塗装、トイレの修理、その他の施設をアップグレードした。バリ・ユナイテッドは、スタジアム周辺に店舗、カフェ、遊び場を追加するなど、施設のアップグレードを続けている。また、AFCの基準を満たすために、2018年にいくつかの改修を追加実施している。

## 選手
5 October 2020現在
注：選手の国籍表記はFIFAの定めた代表資格ルールに基づく。
| No. | Pos. |              | 選手名                             |
| --- | ---- | ------------ | ---------------------------------- |
| 1   | GK   | インドネシア | ナデオ・アルガウィナタ             |
| 4   | MF   | インドネシア | アラペンタ・ポルバ                 |
| 6   | MF   | イラク       | ブルワ・ヌーリ                     |
| 7   | FW   | オランダ     | メルビン・プラティエ               |
| 8   | MF   | インドネシア | ムハンマド・タウフィク             |
| 9   | FW   | インドネシア | イリヤ・スパソイェヴィッチ         |
| 10  | FW   | インドネシア | レルビー・エリアンドリー           |
| 11  | MF   | インドネシア | ヤベス・ロニ                       |
| 13  | DF   | インドネシア | グナワン・ドウィ・カヒョ           |
| 14  | MF   | インドネシア | ファディル・サウス                 |
| 15  | DF   | インドネシア | ガビン・クワン・アドシット         |
| 16  | MF   | インドネシア | ハリオノ                           |
| 17  | FW   | インドネシア | イルファン・ジャウハリ             |
| 18  | MF   | インドネシア | イ・カデック・アグン・ウィドニャナ |
| 20  | MF   | インドネシア | シディク・サイミマ                 |

| No. | Pos. |              | 選手名                           |
| --- | ---- | ------------ | -------------------------------- |
| 21  | GK   | インドネシア | ラカスリャ・ハンディカ           |
| 22  | DF   | インドネシア | ディアス・アンガ・プトラ         |
| 23  | MF   | インドネシア | ファハミ・アル＝アユビ           |
| 24  | DF   | インドネシア | リッキー・ファジリン             |
| 27  | DF   | インドネシア | アグス・ノヴァ・ウィアンタラ     |
| 28  | MF   | インドネシア | リアン・フィルマンシャ           |
| 32  | DF   | インドネシア | レナード・トゥパマフ             |
| 33  | DF   | インドネシア | イ・マデ・アンディカ・ウィジャヤ |
| 35  | DF   | インドネシア | ハウディ・アブディラ             |
| 43  | DF   | ブラジル     | ウィリアン・パシェコ             |
| 59  | GK   | インドネシア | ワワン・ヘンドラワン             |
| 77  | FW   | インドネシア | ムハンマド・ラーマ               |
| 85  | DF   | インドネシア | マイケル・オラー                 |
| 87  | MF   | インドネシア | ステファノ・リリパリ             |
| 93  | GK   | インドネシア | サミュエル・レイマス             |

## タイトル

### 国内タイトル

#### リーグ
- リーガ1
  - 優勝（2） ： 2019, 2021
  - 準優勝（1）： 2017

### プレシーズンマッチ
- トロフェオ・バリ・セレベスト
  - 優勝（1） ：2016 [32]
- トロフェオ・ペルシャ
  - 準優勝（1）：2016 [33]
- バリ・アイランド・カップ（トロフェオ・フォーマットを含む）
  - 優勝（1） ：2017 [34]
- インドネシア・プレジデントカップ
  - 準優勝（1）： 2018

## 統計
| シーズン | リーグ  | リーグ | リーグ | リーグ | リーグ | リーグ | リーグ | リーグ | リーグ | ピアラ・ インドネシア | AFC CL | AFCカップ |
| シーズン | 分割    | Pld    | W      | D      | L      | F      | A      | Pts    | Pos    | ピアラ・ インドネシア | AFC CL | AFCカップ |
| -------- | ------- | ------ | ------ | ------ | ------ | ------ | ------ | ------ | ------ | --------------------- | ------ | --------- |
| 2015年   | ISL     | 2      | 0      | 0      | 2      | 3      | 7      | 0      | 17位   | —                     | —      | —         |
| 2016年   | ISC     | 34     | 10     | 10     | 14     | 36     | 52     | 40     | 12位   | —                     | —      | —         |
| 2017年   | リーガ1 | 34     | 21     | 5      | 8      | 76     | 38     | 68     | 2位    | —                     | —      | —         |
| 2018年   | リーガ1 | 34     | 12     | 9      | 13     | 44     | 48     | 45     | 11位   | QF                    | PR2    | GS        |
| 2019年   | リーガ1 | 34     | 19     | 7      | 8      | 48     | 35     | 64     | 優勝   | QF                    | —      | —         |
| 2020     | リーガ1 |        |        |        |        |        |        |        |        |                       | PR2    | DNF       |

1. ↑  インドネシア・サッカーチャンピオンシップ (ISC) はインドネシア・スーパーリーグの開催中止に伴って実施された非公式リーグ[35]。

| 優勝 | 準優勝 | 3位 | 昇格↑ | 降格↓ |

## 歴代監督
- ピパット・トンカンヤー 2009-2010
- インドラ・シャフリ 2014-2017
- エコ・プルジャント 2017
- ウィドド・カヒョノ・プトロ 2017-2018
- エコ・プルジャント 2018
- ステファノ・クグラ 2019-
- エリアス・ドーラ 2023-2025